# Liste der Sieger bei PDC-Major-Turnieren
Die Liste der Sieger bei PDC-Major-Turnieren listet zuerst alle Sieger bei den 16 Major-Turnieren der Professional Darts Corporation (PDC, bis 1997 WDC) seit 1994 auf. In einem weiteren Teil werden die 43 Dartspieler nach der Gesamtanzahl ihrer Siege bei Major-Turnieren im Einzel und Doppel aufgelistet.

## Major-Turniere
Als Major-Turnier gelten die folgenden 16 Wettbewerbe.
| Turnier                      | Erste Austragung | Letzte Austragung | Rekordsieger                                                                     | Anmerkung                                  |
| ---------------------------- | ---------------- | ----------------- | -------------------------------------------------------------------------------- | ------------------------------------------ |
| PDC World Darts Championship | 1994             | –                 | Phil Taylor (14×)                                                                |                                            |
| World Matchplay              | 1994             | –                 | Phil Taylor (16×)                                                                |                                            |
| World Grand Prix             | 1998             | –                 | Phil Taylor (11×)                                                                |                                            |
| UK Open                      | 2003             | –                 | Phil Taylor (5×)                                                                 |                                            |
| Premier League Darts         | 2005             | –                 | Michael van Gerwen (7×)                                                          |                                            |
| Grand Slam of Darts          | 2007             | –                 | Phil Taylor (6×)                                                                 |                                            |
| European Darts Championship  | 2008             | –                 | Phil Taylor (4×) Michael van Gerwen (4×)                                         |                                            |
| Players Championship Finals  | 2009             | –                 | Michael van Gerwen (7×)                                                          | zwei Austragungen 2011                     |
| World Cup of Darts           | 2010             | –                 | Adrian Lewis (4×) Phil Taylor (4×) Raymond van Barneveld (4×)                    | keine Austragung 2011                      |
| World Masters                | 2013             | –                 | Michael van Gerwen (5×)                                                          | bis 2024 als Einladungsturnier The Masters |
| World Series of Darts Finals | 2015             | –                 | Michael van Gerwen (5×)                                                          |                                            |
| Las Vegas Desert Classic     | 2002             | 2009              | Phil Taylor (5×)                                                                 |                                            |
| Masters of Darts             | 2005             | 2007              | Phil Taylor (1×) Raymond van Barneveld (1×)                                      | keine Austragung 2006                      |
| US Open                      | 2007             | 2008              | Phil Taylor (2×)                                                                 |                                            |
| Championship League Darts    | 2008             | 2013              | Phil Taylor (4×)                                                                 |                                            |
| Champions League of Darts    | 2016             | 2019              | Gary Anderson (1×) Mensur Suljović (1×) Phil Taylor (1×) Michael van Gerwen (1×) |                                            |

Bisher wurden insgesamt 248 Major-Turniere ausgetragen (Stand: 27. Juli 2025). Beim World Cup of Darts handelt es sich um ein Doppelturnier mit jeweils zwei Siegern, was die Zählung vergebener Titel verkompliziert. Zudem wurden die Players Championship Finals im Jahr 2011 zweimal ausgetragen.

## Siegerlisten

### 1994
| Turnier                      | Datum des Finals | Sieger           | Ergebnis     | Finalist         |
| ---------------------------- | ---------------- | ---------------- | ------------ | ---------------- |
| WDC World Darts Championship | 2. Januar 1994   | Dennis Priestley | 6:1 (sets)   | Phil Taylor      |
| World Matchplay              | 8. August 1994   | Larry Butler     | 16:12 (legs) | Dennis Priestley |

### 1995
| Turnier                      | Datum des Finals | Sieger      | Ergebnis     | Finalist         |
| ---------------------------- | ---------------- | ----------- | ------------ | ---------------- |
| WDC World Darts Championship | 2. Januar 1995   | Phil Taylor | 6:2 (sets)   | Rod Harrington   |
| World Matchplay              | 5. August 1995   | Phil Taylor | 16:11 (legs) | Dennis Priestley |

### 1996
| Turnier                      | Datum des Finals | Sieger       | Ergebnis     | Finalist         |
| ---------------------------- | ---------------- | ------------ | ------------ | ---------------- |
| WDC World Darts Championship | 1. Januar 1996   | Phil Taylor  | 6:4 (sets)   | Dennis Priestley |
| World Matchplay              | 3. August 1995   | Peter Evison | 16:14 (legs) | Dennis Priestley |

### 1997
| Turnier                      | Datum des Finals | Sieger      | Ergebnis     | Finalist         |
| ---------------------------- | ---------------- | ----------- | ------------ | ---------------- |
| WDC World Darts Championship | 5. Januar 1997   | Phil Taylor | 6:3 (sets)   | Dennis Priestley |
| World Matchplay              | 2. August 1997   | Phil Taylor | 16:11 (legs) | Alan Warriner    |

### 1998
| Turnier                      | Datum des Finals | Sieger         | Ergebnis     | Finalist         |
| ---------------------------- | ---------------- | -------------- | ------------ | ---------------- |
| PDC World Darts Championship | 3. Januar 1998   | Phil Taylor    | 6:0 (sets)   | Dennis Priestley |
| World Matchplay              | 1. August 1998   | Rod Harrington | 19:17 (legs) | Ronnie Baxter    |
| World Grand Prix             | 18. Oktober 1998 | Phil Taylor    | 13:8 (legs)  | Rod Harrington   |

### 1999
| Turnier                      | Datum des Finals | Sieger         | Ergebnis     | Finalist       |
| ---------------------------- | ---------------- | -------------- | ------------ | -------------- |
| PDC World Darts Championship | 3. Januar 1999   | Phil Taylor    | 6:2 (sets)   | Peter Manley   |
| World Matchplay              | 31. Juli 1999    | Rod Harrington | 19:17 (legs) | Peter Manley   |
| World Grand Prix             | 24. Oktober 1999 | Phil Taylor    | 6:1 (sets)   | Shayne Burgess |

### 2000
| Turnier                      | Datum des Finals | Sieger      | Ergebnis     | Finalist         |
| ---------------------------- | ---------------- | ----------- | ------------ | ---------------- |
| PDC World Darts Championship | 4. Januar 2000   | Phil Taylor | 7:3 (sets)   | Dennis Priestley |
| World Matchplay              | 29. Juli 2000    | Phil Taylor | 18:12 (legs) | Alan Warriner    |
| World Grand Prix             | 29. Oktober 2000 | Phil Taylor | 6:1 (sets)   | Alan Warriner    |

### 2001
| Turnier                      | Datum des Finals | Sieger        | Ergebnis     | Finalist        |
| ---------------------------- | ---------------- | ------------- | ------------ | --------------- |
| PDC World Darts Championship | 3. Januar 2001   | Phil Taylor   | 7:0 (sets)   | John Part       |
| World Matchplay              | 4. August 2001   | Phil Taylor   | 18:10 (legs) | Richie Burnett  |
| World Grand Prix             | 28. Oktober 2001 | Alan Warriner | 8:2 (sets)   | Roland Scholten |

### 2002
| Turnier                      | Datum des Finals | Sieger      | Ergebnis     | Finalist      |
| ---------------------------- | ---------------- | ----------- | ------------ | ------------- |
| PDC World Darts Championship | 5. Januar 2002   | Phil Taylor | 7:0 (sets)   | Peter Manley  |
| Las Vegas Desert Classic     | 7. Juli 2002     | Phil Taylor | 3:0 (sets)   | Ronnie Baxter |
| World Matchplay              | 3. August 2002   | Phil Taylor | 18:16 (legs) | John Part     |
| World Grand Prix             | 27. Oktober 2002 | Phil Taylor | 7:3 (sets)   | John Part     |

### 2003
| Turnier                      | Datum des Finals | Sieger       | Ergebnis     | Finalist       |
| ---------------------------- | ---------------- | ------------ | ------------ | -------------- |
| PDC World Darts Championship | 4. Januar 2003   | John Part    | 7:6 (sets)   | Phil Taylor    |
| UK Open                      | 1. Juni 2003     | Phil Taylor  | 18:8 (legs)  | Shayne Burgess |
| Las Vegas Desert Classic     | 6. Juli 2003     | Peter Manley | 16:12 (legs) | John Part      |
| World Matchplay              | 2. August 2003   | Phil Taylor  | 18:12 (legs) | Wayne Mardle   |
| World Grand Prix             | 26. Oktober 2003 | Phil Taylor  | 7:2 (sets)   | John Part      |

### 2004
| Turnier                      | Datum des Finals | Sieger          | Ergebnis    | Finalist       |
| ---------------------------- | ---------------- | --------------- | ----------- | -------------- |
| PDC World Darts Championship | 4. Januar 2004   | Phil Taylor     | 7:6 (sets)  | Kevin Painter  |
| UK Open                      | 6. Juni 2004     | Roland Scholten | 11:6 (legs) | John Part      |
| Las Vegas Desert Classic     | 4. Juli 2004     | Phil Taylor     | 6:4 (sets)  | Wayne Mardle   |
| World Matchplay              | 31. Juli 2004    | Phil Taylor     | 18:8 (legs) | Mark Dudbridge |
| World Grand Prix             | 24. Oktober 2004 | Colin Lloyd     | 7:3 (sets)  | Alan Warriner  |

### 2005
| Turnier                      | Datum des Finals | Sieger      | Ergebnis     | Finalist       |
| ---------------------------- | ---------------- | ----------- | ------------ | -------------- |
| PDC World Darts Championship | 3. Januar 2005   | Phil Taylor | 7:4 (sets)   | Mark Dudbridge |
| Masters of Darts             | 13. Februar 2005 | Phil Taylor | 7:1 (sets)   | Andy Fordham   |
| Premier League Darts         | 31. Mai 2005     | Phil Taylor | 16:4 (legs)  | Colin Lloyd    |
| UK Open                      | 12. Juni 2005    | Phil Taylor | 13:7 (legs)  | Mark Walsh     |
| Las Vegas Desert Classic     | 3. Juli 2005     | Phil Taylor | 6:1 (sets)   | Wayne Mardle   |
| World Matchplay              | 30. Juli 2005    | Colin Lloyd | 18:12 (legs) | John Part      |
| World Grand Prix             | 30. Oktober 2005 | Phil Taylor | 7:1 (sets)   | Colin Lloyd    |

### 2006
| Turnier                      | Datum des Finals | Sieger                | Ergebnis     | Finalist              |
| ---------------------------- | ---------------- | --------------------- | ------------ | --------------------- |
| PDC World Darts Championship | 2. Januar 2006   | Phil Taylor           | 7:0 (sets)   | Peter Manley          |
| Premier League Darts         | 29. Mai 2006     | Phil Taylor           | 16:6 (legs)  | Roland Scholten       |
| UK Open                      | 11. Juni 2006    | Raymond van Barneveld | 13:7 (legs)  | Barrie Bates          |
| Las Vegas Desert Classic     | 2. Juli 2006     | John Part             | 6:3 (sets)   | Raymond van Barneveld |
| World Matchplay              | 29. Juli 2006    | Phil Taylor           | 18:11 (legs) | James Wade            |
| World Grand Prix             | 29. Oktober 2006 | Phil Taylor           | 7:4 (sets)   | Terry Jenkins         |

### 2007
| Turnier                      | Datum des Finals  | Sieger                | Ergebnis     | Finalist              |
| ---------------------------- | ----------------- | --------------------- | ------------ | --------------------- |
| PDC World Darts Championship | 1. Januar 2007    | Raymond van Barneveld | 7:6 (sets)   | Phil Taylor           |
| Masters of Darts             | 18. Februar 2007  | Raymond van Barneveld | 7:0 (sets)   | Peter Manley          |
| US Open                      | 20. Mai 2007      | Phil Taylor           | 4:1 (sets)   | Raymond van Barneveld |
| Premier League Darts         | 28. Mai 2007      | Phil Taylor           | 16:6 (legs)  | Terry Jenkins         |
| UK Open                      | 10. Juni 2007     | Raymond van Barneveld | 16:8 (legs)  | Vincent van der Voort |
| Las Vegas Desert Classic     | 8. Juli 2007      | Raymond van Barneveld | 13:6 (legs)  | Terry Jenkins         |
| World Matchplay              | 28. Juli 2007     | James Wade            | 18:7 (legs)  | Terry Jenkins         |
| World Grand Prix             | 14. Oktober 2007  | James Wade            | 6:3 (sets)   | Terry Jenkins         |
| Grand Slam of Darts          | 25. November 2007 | Phil Taylor           | 18:11 (legs) | Andy Hamilton         |

### 2008
| Turnier                      | Datum des Finals  | Sieger      | Ergebnis    | Finalist              |
| ---------------------------- | ----------------- | ----------- | ----------- | --------------------- |
| PDC World Darts Championship | 1. Januar 2008    | John Part   | 7:2 (sets)  | Kirk Shepherd         |
| US Open                      | 18. Mai 2008      | Phil Taylor | 3:0 (sets)  | Colin Lloyd           |
| Premier League Darts         | 26. Mai 2008      | Phil Taylor | 16:8 (legs) | James Wade            |
| UK Open                      | 8. Juni 2008      | James Wade  | 11:7 (legs) | Gary Mawson           |
| Las Vegas Desert Classic     | 7. Juli 2008      | Phil Taylor | 13:7 (legs) | James Wade            |
| World Matchplay              | 26. Juli 2008     | Phil Taylor | 18:9 (legs) | James Wade            |
| World Grand Prix             | 12. Oktober 2008  | Phil Taylor | 6:2 (sets)  | Raymond van Barneveld |
| Championship League Darts    | 23. Oktober 2008  | Phil Taylor | 7:5 (legs)  | Mervyn King           |
| European Darts Championship  | 2. November 2008  | Phil Taylor | 11:5 (legs) | Adrian Lewis          |
| Grand Slam of Darts          | 23. November 2008 | Phil Taylor | 18:9 (legs) | Terry Jenkins         |

### 2009
| Turnier                      | Datum des Finals  | Sieger        | Ergebnis     | Finalist              |
| ---------------------------- | ----------------- | ------------- | ------------ | --------------------- |
| PDC World Darts Championship | 4. Januar 2009    | Phil Taylor   | 7:1 (sets)   | Raymond van Barneveld |
| Players Championship Finals  | 1. Februar 2009   | Phil Taylor   | 16:9 (legs)  | Robert Thornton       |
| Premier League Darts         | 25. Mai 2009      | James Wade    | 13:8 (legs)  | Mervyn King           |
| UK Open                      | 8. Juni 2009      | Phil Taylor   | 11:6 (legs)  | Colin Osborne         |
| Las Vegas Desert Classic     | 5. Juli 2009      | Phil Taylor   | 13:11 (legs) | Raymond van Barneveld |
| World Matchplay              | 26. Juli 2009     | Phil Taylor   | 18:4 (legs)  | Terry Jenkins         |
| World Grand Prix             | 11. Oktober 2009  | Phil Taylor   | 6:3 (sets)   | Raymond van Barneveld |
| Championship League Darts    | 22. Oktober 2009  | Colin Osborne | 6:4 (legs)   | Phil Taylor           |
| European Darts Championship  | 1. November 2009  | Phil Taylor   | 11:3 (legs)  | Steve Beaton          |
| Grand Slam of Darts          | 22. November 2009 | Phil Taylor   | 16:2 (legs)  | Scott Waites          |

### 2010
| Turnier                      | Datum des Finals  | Sieger                             | Ergebnis      | Finalist              |
| ---------------------------- | ----------------- | ---------------------------------- | ------------- | --------------------- |
| PDC World Darts Championship | 3. Januar 2010    | Phil Taylor                        | 7:3 (sets)    | Simon Whitlock        |
| Players Championship Finals  | 31. Januar 2010   | Paul Nicholson                     | 13:11 (legs)  | Mervyn King           |
| Premier League Darts         | 24. Mai 2010      | Phil Taylor                        | 10:8 (legs)   | James Wade            |
| UK Open                      | 6. Juni 2010      | Phil Taylor                        | 11:5 (legs)   | Gary Anderson         |
| World Matchplay              | 25. Juli 2010     | Phil Taylor                        | 18:12 (legs)  | Raymond van Barneveld |
| European Darts Championship  | 1. August 2010    | Phil Taylor                        | 11:1 (legs)   | Wayne Jones           |
| World Grand Prix             | 10. Oktober 2010  | James Wade                         | 6:3 (sets)    | Adrian Lewis          |
| Championship League Darts    | 14. Oktober 2010  | James Wade                         | 6:5 (legs)    | Phil Taylor           |
| Grand Slam of Darts          | 21. November 2010 | Scott Waites                       | 16:12 (legs)  | James Wade            |
| World Cup of Darts           | 5. Dezember 2010  | Niederlande van Barneveld & Stompé | 4:2 (matches) | Wales Webster & Bates |

### 2011
| Turnier                      | Datum des Finals  | Sieger        | Ergebnis     | Finalist       |
| ---------------------------- | ----------------- | ------------- | ------------ | -------------- |
| PDC World Darts Championship | 3. Januar 2011    | Adrian Lewis  | 7:5 (sets)   | Gary Anderson  |
| Players Championship Finals  | 6. Februar 2011   | Phil Taylor   | 13:12 (legs) | Gary Anderson  |
| Premier League Darts         | 19. Mai 2011      | Gary Anderson | 10:4 (legs)  | Adrian Lewis   |
| UK Open                      | 5. Juni 2011      | James Wade    | 11:8 (legs)  | Wes Newton     |
| World Matchplay              | 24. Juli 2011     | Phil Taylor   | 18:8 (legs)  | James Wade     |
| European Darts Championship  | 31. Juli 2011     | Phil Taylor   | 11:8 (legs)  | Adrian Lewis   |
| World Grand Prix             | 9. Oktober 2011   | Phil Taylor   | 6:3 (sets)   | Brendan Dolan  |
| Championship League Darts    | 20. Oktober 2011  | Phil Taylor   | 6:1 (legs)   | Paul Nicholson |
| Grand Slam of Darts          | 20. November 2011 | Phil Taylor   | 16:4 (legs)  | Gary Anderson  |
| Players Championship Finals  | 11. Dezember 2011 | Kevin Painter | 13:9 (legs)  | Mark Webster   |

### 2012
| Turnier                      | Datum des Finals   | Sieger                 | Ergebnis      | Finalist                        |
| ---------------------------- | ------------------ | ---------------------- | ------------- | ------------------------------- |
| PDC World Darts Championship | 2. Januar 2012     | Adrian Lewis           | 7:3 (sets)    | Andy Hamilton                   |
| World Cup of Darts           | 5. Februar 2012    | England Taylor & Lewis | 3:3 (matches) | Australien Whitlock & Nicholson |
| Premier League Darts         | 16. Mai 2012       | Phil Taylor            | 10:7 (legs)   | Simon Whitlock                  |
| UK Open                      | 10. Juni 2012      | Robert Thornton        | 11:5 (legs)   | Phil Taylor                     |
| World Matchplay              | 29. Juli 2012      | Phil Taylor            | 18:15 (legs)  | James Wade                      |
| European Darts Championship  | 23. September 2012 | Simon Whitlock         | 11:5 (legs)   | Wes Newton                      |
| World Grand Prix             | 14. Oktober 2012   | Michael van Gerwen     | 6:4 (sets)    | Mervyn King                     |
| Championship League Darts    | 1. November 2012   | Phil Taylor            | 6:4 (legs)    | Simon Whitlock                  |
| Grand Slam of Darts          | 18. November 2012  | Raymond van Barneveld  | 16:14 (legs)  | Michael van Gerwen              |
| Players Championship Finals  | 2. Dezember 2012   | Phil Taylor            | 13:6 (legs)   | Kim Huybrechts                  |

### 2013
| Turnier                      | Datum des Finals  | Sieger                 | Ergebnis      | Finalist                       |
| ---------------------------- | ----------------- | ---------------------- | ------------- | ------------------------------ |
| PDC World Darts Championship | 1. Januar 2013    | Phil Taylor            | 7:4 (sets)    | Michael van Gerwen             |
| World Cup of Darts           | 3. Februar 2013   | England Taylor & Lewis | 3:1 (matches) | Belgien Kim & Ronny Huybrechts |
| Premier League Darts         | 16. Mai 2013      | Michael van Gerwen     | 10:8 (legs)   | Phil Taylor                    |
| UK Open                      | 9. Juni 2013      | Phil Taylor            | 11:4 (legs)   | Andy Hamilton                  |
| European Darts Championship  | 7. Juli 2013      | Adrian Lewis           | 11:6 (legs)   | Simon Whitlock                 |
| World Matchplay              | 28. Juli 2013     | Phil Taylor            | 18:13 (legs)  | Adrian Lewis                   |
| World Grand Prix             | 13. Oktober 2013  | Phil Taylor            | 6:0 (sets)    | Dave Chisnall                  |
| Championship League Darts    | 24. Oktober 2013  | Phil Taylor            | 6:3 (legs)    | Michael van Gerwen             |
| The Masters                  | 3. November 2013  | Phil Taylor            | 10:1 (legs)   | Adrian Lewis                   |
| Grand Slam of Darts          | 17. November 2013 | Phil Taylor            | 16:6 (legs)   | Robert Thornton                |
| Players Championship Finals  | 1. Dezember 2013  | Michael van Gerwen     | 11:7 (legs)   | Phil Taylor                    |

### 2014
| Turnier                      | Datum des Finals  | Sieger                                 | Ergebnis      | Finalist               |
| ---------------------------- | ----------------- | -------------------------------------- | ------------- | ---------------------- |
| PDC World Darts Championship | 1. Januar 2014    | Michael van Gerwen                     | 7:4 (sets)    | Peter Wright           |
| UK Open                      | 9. März 2014      | Adrian Lewis                           | 11:1 (legs)   | Terry Jenkins          |
| Premier League Darts         | 22. Mai 2014      | Raymond van Barneveld                  | 10:6 (legs)   | Michael van Gerwen     |
| World Cup of Darts           | 8. Juni 2014      | Niederlande van Gerwen & van Barneveld | 3:0 (matches) | England Taylor & Lewis |
| World Matchplay              | 27. Juli 2014     | Phil Taylor                            | 18:9 (legs)   | Michael van Gerwen     |
| World Grand Prix             | 12. Oktober 2014  | Michael van Gerwen                     | 5:3 (sets)    | James Wade             |
| European Darts Championship  | 26. Oktober 2014  | Michael van Gerwen                     | 11:4 (legs)   | Terry Jenkins          |
| The Masters                  | 2. November 2014  | James Wade                             | 11:10 (legs)  | Mervyn King            |
| Grand Slam of Darts          | 16. November 2014 | Phil Taylor                            | 16:12 (legs)  | Dave Chisnall          |
| Players Championship Finals  | 30. November 2014 | Gary Anderson                          | 11:6 (legs)   | Adrian Lewis           |

### 2015
| Turnier                      | Datum des Finals  | Sieger                 | Ergebnis      | Finalist                     |
| ---------------------------- | ----------------- | ---------------------- | ------------- | ---------------------------- |
| PDC World Darts Championship | 4. Januar 2015    | Gary Anderson          | 7:6 (sets)    | Phil Taylor                  |
| The Masters                  | 1. Februar 2015   | Michael van Gerwen     | 11:6 (legs)   | Raymond van Barneveld        |
| UK Open                      | 8. März 2015      | Michael van Gerwen     | 11:5 (legs)   | Peter Wright                 |
| Premier League Darts         | 21. Mai 2015      | Gary Anderson          | 11:7 (legs)   | Michael van Gerwen           |
| World Cup of Darts           | 14. Juni 2015     | England Taylor & Lewis | 3:2 (matches) | Schottland Anderson & Wright |
| World Matchplay              | 26. Juli 2015     | Michael van Gerwen     | 18:12 (legs)  | James Wade                   |
| World Grand Prix             | 10. Oktober 2015  | Robert Thornton        | 5:4 (sets)    | Michael van Gerwen           |
| European Darts Championship  | 1. November 2015  | Michael van Gerwen     | 11:10 (legs)  | Gary Anderson                |
| Grand Slam of Darts          | 15. November 2015 | Michael van Gerwen     | 16:13 (legs)  | Phil Taylor                  |
| World Series of Darts Finals | 22. November 2015 | Michael van Gerwen     | 11:10 (legs)  | Peter Wright                 |
| Players Championship Finals  | 29. November 2015 | Michael van Gerwen     | 11:6 (legs)   | Adrian Lewis                 |

### 2016
| Turnier                      | Datum des Finals   | Sieger                 | Ergebnis      | Finalist                               |
| ---------------------------- | ------------------ | ---------------------- | ------------- | -------------------------------------- |
| PDC World Darts Championship | 3. Januar 2016     | Gary Anderson          | 7:5 (sets)    | Adrian Lewis                           |
| The Masters                  | 31. Januar 2016    | Michael van Gerwen     | 11:6 (legs)   | Dave Chisnall                          |
| UK Open                      | 6. März 2016       | Michael van Gerwen     | 11:4 (legs)   | Peter Wright                           |
| Premier League Darts         | 19. Mai 2016       | Michael van Gerwen     | 11:3 (legs)   | Phil Taylor                            |
| World Cup of Darts           | 5. Juni 2016       | England Taylor & Lewis | 3:2 (matches) | Niederlande van Gerwen & van Barneveld |
| World Matchplay              | 24. Juli 2016      | Michael van Gerwen     | 18:10 (legs)  | Phil Taylor                            |
| Champions League of Darts    | 25. September 2016 | Phil Taylor            | 11:5 (legs)   | Michael van Gerwen                     |
| World Grand Prix             | 8. Oktober 2016    | Michael van Gerwen     | 5:2 (sets)    | Gary Anderson                          |
| European Darts Championship  | 30. Oktober 2016   | Michael van Gerwen     | 11:1 (legs)   | Mensur Suljović                        |
| World Series of Darts Finals | 6. November 2016   | Michael van Gerwen     | 11:9 (legs)   | Peter Wright                           |
| Grand Slam of Darts          | 20. November 2016  | Michael van Gerwen     | 16:8 (legs)   | James Wade                             |
| Players Championship Finals  | 27. November 2016  | Michael van Gerwen     | 11:3 (legs)   | Dave Chisnall                          |

### 2017
| Turnier                      | Datum des Finals   | Sieger                                 | Ergebnis      | Finalist              |
| ---------------------------- | ------------------ | -------------------------------------- | ------------- | --------------------- |
| PDC World Darts Championship | 2. Januar 2017     | Michael van Gerwen                     | 7:3 (sets)    | Gary Anderson         |
| The Masters                  | 29. Januar 2017    | Michael van Gerwen                     | 11:7 (legs)   | Gary Anderson         |
| UK Open                      | 5. März 2017       | Peter Wright                           | 11:6 (legs)   | Gerwyn Price          |
| Premier League Darts         | 18. Mai 2017       | Michael van Gerwen                     | 11:10 (legs)  | Peter Wright          |
| World Cup of Darts           | 4. Juni 2017       | Niederlande van Gerwen & van Barneveld | 3:1 (matches) | Wales Price & Webster |
| World Matchplay              | 30. Juli 2017      | Phil Taylor                            | 18:8 (legs)   | Peter Wright          |
| Champions League of Darts    | 17. September 2017 | Mensur Suljović                        | 11:9 (legs)   | Gary Anderson         |
| World Grand Prix             | 7. Oktober 2017    | Daryl Gurney                           | 5:4 (sets)    | Simon Whitlock        |
| European Darts Championship  | 29. Oktober 2017   | Michael van Gerwen                     | 11:7 (legs)   | Rob Cross             |
| World Series of Darts Finals | 5. November 2017   | Michael van Gerwen                     | 11:6 (legs)   | Gary Anderson         |
| Grand Slam of Darts          | 19. November 2017  | Michael van Gerwen                     | 16:12 (legs)  | Peter Wright          |
| Players Championship Finals  | 26. November 2017  | Michael van Gerwen                     | 11:2 (legs)   | Jonny Clayton         |

### 2018
| Turnier                      | Datum des Finals   | Sieger                                 | Ergebnis      | Finalist                     |
| ---------------------------- | ------------------ | -------------------------------------- | ------------- | ---------------------------- |
| PDC World Darts Championship | 1. Januar 2018     | Rob Cross                              | 7:2 (sets)    | Phil Taylor                  |
| The Masters                  | 28. Januar 2018    | Michael van Gerwen                     | 11:9 (legs)   | Raymond van Barneveld        |
| UK Open                      | 4. März 2018       | Gary Anderson                          | 11:7 (legs)   | Corey Cadby                  |
| Premier League Darts         | 17. Mai 2018       | Michael van Gerwen                     | 11:4 (legs)   | Michael Smith                |
| World Cup of Darts           | 3. Juni 2018       | Niederlande van Gerwen & van Barneveld | 3:1 (matches) | Schottland Wright & Anderson |
| World Matchplay              | 29. Juli 2018      | Gary Anderson                          | 21:19 (legs)  | Mensur Suljović              |
| Champions League of Darts    | 23. September 2018 | Gary Anderson                          | 11:4 (legs)   | Peter Wright                 |
| World Grand Prix             | 6. Oktober 2018    | Michael van Gerwen                     | 5:2 (sets)    | Peter Wright                 |
| European Darts Championship  | 28. Oktober 2018   | James Wade                             | 11:8 (legs)   | Simon Whitlock               |
| World Series of Darts Finals | 4. November 2018   | James Wade                             | 11:10 (legs)  | Michael Smith                |
| Grand Slam of Darts          | 18. November 2018  | Gerwyn Price                           | 16:13 (legs)  | Gary Anderson                |
| Players Championship Finals  | 25. November 2018  | Daryl Gurney                           | 11:9 (legs)   | Michael van Gerwen           |

### 2019
| Turnier                      | Datum des Finals  | Sieger                       | Ergebnis      | Finalist                 |
| ---------------------------- | ----------------- | ---------------------------- | ------------- | ------------------------ |
| PDC World Darts Championship | 1. Januar 2019    | Michael van Gerwen           | 7:3 (sets)    | Michael Smith            |
| The Masters                  | 3. Februar 2019   | Michael van Gerwen           | 11:5 (legs)   | James Wade               |
| UK Open                      | 3. März 2019      | Nathan Aspinall              | 11:5 (legs)   | Rob Cross                |
| Premier League Darts         | 23. Mai 2019      | Michael van Gerwen           | 11:5 (legs)   | Rob Cross                |
| World Cup of Darts           | 9. Juni 2019      | Schottland Anderson & Wright | 3:1 (matches) | Irland Lennon & O’Connor |
| World Matchplay              | 28. Juli 2019     | Rob Cross                    | 18:13 (legs)  | Michael Smith            |
| World Grand Prix             | 12. Oktober 2019  | Michael van Gerwen           | 5:2 (sets)    | Dave Chisnall            |
| Champions League of Darts    | 20. Oktober 2019  | Michael van Gerwen           | 11:10 (legs)  | Peter Wright             |
| European Darts Championship  | 27. Oktober 2019  | Rob Cross                    | 11:6 (legs)   | Gerwyn Price             |
| World Series of Darts Finals | 3. November 2019  | Michael van Gerwen           | 11:2 (legs)   | Danny Noppert            |
| Grand Slam of Darts          | 17. November 2019 | Gerwyn Price                 | 16:6 (legs)   | Peter Wright             |
| Players Championship Finals  | 24. November 2019 | Michael van Gerwen           | 11:9 (legs)   | Gerwyn Price             |

### 2020
| Turnier                      | Datum des Finals   | Sieger                | Ergebnis      | Finalist              |
| ---------------------------- | ------------------ | --------------------- | ------------- | --------------------- |
| PDC World Darts Championship | 1. Januar 2020     | Peter Wright          | 7:3 (sets)    | Michael van Gerwen    |
| The Masters                  | 2. Februar 2020    | Peter Wright          | 11:10 (legs)  | Michael Smith         |
| UK Open                      | 8. März 2020       | Michael van Gerwen    | 11:9 (legs)   | Gerwyn Price          |
| World Matchplay              | 26. Juli 2020      | Dimitri Van den Bergh | 18:10 (legs)  | Gary Anderson         |
| World Series of Darts Finals | 20. September 2020 | Gerwyn Price          | 11:9 (legs)   | Rob Cross             |
| World Grand Prix             | 12. Oktober 2020   | Gerwyn Price          | 5:2 (sets)    | Dirk van Duijvenbode  |
| Premier League Darts         | 15. Oktober 2020   | Glen Durrant          | 11:8 (legs)   | Nathan Aspinall       |
| European Darts Championship  | 1. November 2020   | Peter Wright          | 11:4 (legs)   | James Wade            |
| World Cup of Darts           | 8. November 2020   | Wales Price & Clayton | 3:0 (matches) | England Smith & Cross |
| Grand Slam of Darts          | 24. November 2020  | José de Sousa         | 16:12 (legs)  | James Wade            |
| Players Championship Finals  | 29. November 2020  | Michael van Gerwen    | 11:10 (legs)  | Mervyn King           |

### 2021
| Turnier                      | Datum des Finals   | Sieger                        | Ergebnis      | Finalist                        |
| ---------------------------- | ------------------ | ----------------------------- | ------------- | ------------------------------- |
| PDC World Darts Championship | 3. Januar 2021     | Gerwyn Price                  | 7:3 (sets)    | Gary Anderson                   |
| The Masters                  | 31. Januar 2021    | Jonny Clayton                 | 11:8 (legs)   | Mervyn King                     |
| UK Open                      | 7. März 2021       | James Wade                    | 11:5 (legs)   | Luke Humphries                  |
| Premier League Darts         | 28. Mai 2021       | Jonny Clayton                 | 11:5 (legs)   | José de Sousa                   |
| World Matchplay              | 25. Juli 2021      | Peter Wright                  | 18:9 (legs)   | Dimitri Van den Bergh           |
| World Cup of Darts           | 12. September 2021 | Schottland Wright & Henderson | 3:1 (matches) | Österreich Suljović & Rodriguez |
| World Grand Prix             | 9. Oktober 2021    | Jonny Clayton                 | 5:1 (sets)    | Gerwyn Price                    |
| European Darts Championship  | 17. Oktober 2021   | Rob Cross                     | 11:8 (legs)   | Michael van Gerwen              |
| World Series of Darts Finals | 31. Oktober 2021   | Jonny Clayton                 | 11:6 (legs)   | Dimitri Van den Bergh           |
| Grand Slam of Darts          | 21. November 2021  | Gerwyn Price                  | 16:8 (legs)   | Peter Wright                    |
| Players Championship Finals  | 28. November 2021  | Peter Wright                  | 11:10 (legs)  | Ryan Searle                     |

### 2022
| Turnier                      | Datum des Finals   | Sieger                     | Ergebnis      | Finalist              |
| ---------------------------- | ------------------ | -------------------------- | ------------- | --------------------- |
| PDC World Darts Championship | 3. Januar 2022     | Peter Wright               | 7:5 (sets)    | Michael Smith         |
| The Masters                  | 30. Januar 2022    | Joe Cullen                 | 11:9 (legs)   | Dave Chisnall         |
| UK Open                      | 6. März 2022       | Danny Noppert              | 11:10 (legs)  | Michael Smith         |
| Premier League Darts         | 13. Juni 2022      | Michael van Gerwen         | 11:10 (legs)  | Joe Cullen            |
| World Cup of Darts           | 19. Juni 2022      | Australien Heta & Whitlock | 3:1 (matches) | Wales Price & Clayton |
| World Matchplay              | 24. Juli 2022      | Michael van Gerwen         | 18:14 (legs)  | Gerwyn Price          |
| World Series of Darts Finals | 18. September 2022 | Gerwyn Price               | 11:10 (legs)  | Dirk van Duijvenbode  |
| World Grand Prix             | 9. Oktober 2022    | Michael van Gerwen         | 5:3 (sets)    | Nathan Aspinall       |
| European Darts Championship  | 30. Oktober 2022   | Ross Smith                 | 11:8 (legs)   | Michael Smith         |
| Grand Slam of Darts          | 20. November 2022  | Michael Smith              | 16:5 (legs)   | Nathan Aspinall       |
| Players Championship Finals  | 27. November 2022  | Michael van Gerwen         | 11:6 (legs)   | Rob Cross             |

### 2023
| Turnier                      | Datum des Finals   | Sieger                | Ergebnis     | Finalist                     |
| ---------------------------- | ------------------ | --------------------- | ------------ | ---------------------------- |
| PDC World Darts Championship | 3. Januar 2023     | Michael Smith         | 7:4 (sets)   | Michael van Gerwen           |
| The Masters                  | 29. Januar 2023    | Chris Dobey           | 11:7 (legs)  | Rob Cross                    |
| UK Open                      | 5. März 2023       | Andrew Gilding        | 11:10 (legs) | Michael van Gerwen           |
| Premier League Darts         | 25. Mai 2023       | Michael van Gerwen    | 11:5 (legs)  | Gerwyn Price                 |
| World Cup of Darts           | 18. Juni 2023      | Wales Price & Clayton | 10:2 (legs)  | Schottland Wright & Anderson |
| World Matchplay              | 23. Juli 2023      | Nathan Aspinall       | 18:6 (legs)  | Jonny Clayton                |
| World Series of Darts Finals | 17. September 2023 | Michael van Gerwen    | 11:4 (legs)  | Nathan Aspinall              |
| World Grand Prix             | 8. Oktober 2023    | Luke Humphries        | 5:2 (sets)   | Gerwyn Price                 |
| European Darts Championship  | 29. Oktober 2023   | Peter Wright          | 11:6 (legs)  | James Wade                   |
| Grand Slam of Darts          | 19. November 2023  | Luke Humphries        | 16:8 (legs)  | Rob Cross                    |
| Players Championship Finals  | 26. November 2023  | Luke Humphries        | 11:9 (legs)  | Michael van Gerwen           |

### 2024
| Turnier                      | Datum des Finals   | Sieger                    | Ergebnis     | Finalist                        |
| ---------------------------- | ------------------ | ------------------------- | ------------ | ------------------------------- |
| PDC World Darts Championship | 3. Januar 2024     | Luke Humphries            | 7:4 (sets)   | Luke Littler                    |
| The Masters                  | 4. Februar 2024    | Stephen Bunting           | 11:7 (legs)  | Michael van Gerwen              |
| UK Open                      | 3. März 2024       | Dimitri Van den Bergh     | 11:10 (legs) | Luke Humphries                  |
| Premier League Darts         | 23. Mai 2024       | Luke Littler              | 11:7 (legs)  | Luke Humphries                  |
| World Cup of Darts           | 30. Juni 2024      | England Humphries & Smith | 10:6 (legs)  | Österreich Rodriguez & Suljović |
| World Matchplay              | 21. Juli 2024      | Luke Humphries            | 18:15 (legs) | Michael van Gerwen              |
| World Series of Darts Finals | 15. September 2024 | Luke Littler              | 11:4 (legs)  | Michael Smith                   |
| World Grand Prix             | 13. Oktober 2024   | Mike De Decker            | 6:4 (sets)   | Luke Humphries                  |
| European Darts Championship  | 27. Oktober 2024   | Ritchie Edhouse           | 11:3 (legs)  | Jermaine Wattimena              |
| Grand Slam of Darts          | 17. November 2024  | Luke Littler              | 16:3 (legs)  | Martin Lukeman                  |
| Players Championship Finals  | 24. November 2024  | Luke Humphries            | 11:7 (legs)  | Luke Littler                    |

### 2025
| Turnier                      | Datum des Finals   | Sieger                   | Ergebnis     | Finalist              |
| ---------------------------- | ------------------ | ------------------------ | ------------ | --------------------- |
| PDC World Darts Championship | 3. Januar 2025     | Luke Littler             | 7:3 (sets)   | Michael van Gerwen    |
| World Masters                | 2. Februar 2025    | Luke Humphries           | 6:5 (sets)   | Jonny Clayton         |
| UK Open                      | 2. März 2025       | Luke Littler             | 11:2 (legs)  | James Wade            |
| Premier League Darts         | 29. Mai 2025       | Luke Humphries           | 11:8 (legs)  | Luke Littler          |
| World Cup of Darts           | 15. Juni 2025      | Nordirland Rock & Gurney | 10:9 (legs)  | Wales Price & Clayton |
| World Matchplay              | 27. Juli 2025      | Luke Littler             | 18:13 (legs) | James Wade            |
| World Series of Darts Finals | 14. September 2025 |                          | : (legs)     |                       |
| World Grand Prix             | 12. Oktober 2025   |                          | : (sets)     |                       |
| European Darts Championship  | 26. Oktober 2025   |                          | : (legs)     |                       |
| Grand Slam of Darts          | 16. November 2025  |                          | : (legs)     |                       |
| Players Championship Finals  | 23. November 2025  |                          | : (legs)     |                       |

## Statistiken
Die erfolgreichsten Spieler bei den bisherigen 248 PDC-Major-Turnieren (Stand: 27. Juli 2025) sind der Engländer Phil Taylor mit 84 Siegen zwischen 1995 und 2017 sowie der Niederländer Michael van Gerwen mit 50 Turniersiegen seit 2012. Sieben weitere Spieler (Raymond van Barneveld, James Wade, Peter Wright, Gary Anderson, Gerwyn Price, Adrian Lewis und Luke Humphries) folgen mit acht oder mehr Major-Titeln.

### Überblick der Sieger
| Platz | Spieler               | Nationalität       | Titel |
| ----- | --------------------- | ------------------ | ----- |
| 1.    | Phil Taylor           | England            | 84    |
| 2.    | Michael van Gerwen    | Niederlande        | 50    |
| 3.    | Raymond van Barneveld | Niederlande        | 11    |
| 3.    | James Wade            | England            | 11    |
| 5.    | Peter Wright          | Schottland         | 10    |
| 6.    | Gary Anderson         | Schottland         | 9     |
| 6.    | Luke Humphries        | England            | 9     |
| 6.    | Gerwyn Price          | Wales              | 9     |
| 9.    | Adrian Lewis          | England            | 8     |
| 10.   | Jonny Clayton         | Wales              | 6     |
| 10.   | Luke Littler          | England            | 6     |
| 12.   | Rob Cross             | England            | 4     |
| 13.   | Daryl Gurney          | Nordirland         | 3     |
| 13.   | John Part             | Kanada             | 3     |
| 13.   | Michael Smith         | England            | 3     |
| 16.   | Nathan Aspinall       | England            | 2     |
| 16.   | Rod Harrington        | England            | 2     |
| 16.   | Colin Lloyd           | England            | 2     |
| 16.   | Robert Thornton       | Schottland         | 2     |
| 16.   | Dimitri Van den Bergh | Belgien            | 2     |
| 16.   | Simon Whitlock        | Australien         | 2     |
| 22.   | Stephen Bunting       | England            | 1     |
| 22.   | Larry Butler          | Vereinigte Staaten | 1     |
| 22.   | Joe Cullen            | England            | 1     |
| 22.   | Mike De Decker        | Belgien            | 1     |
| 22.   | José de Sousa         | Portugal           | 1     |
| 22.   | Chris Dobey           | England            | 1     |
| 22.   | Glen Durrant          | England            | 1     |
| 22.   | Ritchie Edhouse       | England            | 1     |
| 22.   | Peter Evison          | England            | 1     |
| 22.   | Andrew Gilding        | England            | 1     |
| 22.   | John Henderson        | Schottland         | 1     |
| 22.   | Damon Heta            | Australien         | 1     |
| 22.   | Peter Manley          | England            | 1     |
| 22.   | Paul Nicholson        | Australien         | 1     |
| 22.   | Danny Noppert         | Niederlande        | 1     |
| 22.   | Colin Osborne         | England            | 1     |
| 22.   | Kevin Painter         | England            | 1     |
| 22.   | Dennis Priestley      | England            | 1     |
| 22.   | Josh Rock             | Nordirland         | 1     |
| 22.   | Roland Scholten       | Niederlande        | 1     |
| 22.   | Ross Smith            | England            | 1     |
| 22.   | Co Stompé             | Niederlande        | 1     |
| 22.   | Mensur Suljović       | Österreich         | 1     |
| 22.   | Scott Waites          | England            | 1     |
| 22.   | Alan Warriner         | England            | 1     |

### Detaillierte Übersicht
| Platz | Spieler               | Nationalität       | WDC | WMp | WGP | UKO | PLD | GSoD | EDC | PCF | WCoD | TM/WMa | WSoDF | CLoD | LVDC | MoD | USO | CLD | ges. |
| ----- | --------------------- | ------------------ | --- | --- | --- | --- | --- | ---- | --- | --- | ---- | ------ | ----- | ---- | ---- | --- | --- | --- | ---- |
| 1.    | Phil Taylor           | England            | 14  | 16  | 11  | 5   | 6   | 6    | 4   | 3   | 4    | 1      | 0     | 1    | 5    | 1   | 3   | 4   | 84   |
| 2.    | Michael van Gerwen    | Niederlande        | 3   | 3   | 6   | 3   | 7   | 3    | 4   | 7   | 3    | 5      | 5     | 1    | 0    | 0   | 0   | 0   | 50   |
| 3.    | Raymond van Barneveld | Niederlande        | 1   | 0   | 0   | 2   | 1   | 1    | 0   | 0   | 4    | 0      | 0     | 0    | 1    | 1   | 0   | 0   | 11   |
| 3.    | James Wade            | England            | 0   | 1   | 2   | 3   | 1   | 0    | 1   | 0   | 0    | 1      | 1     | 0    | 0    | 0   | 0   | 1   | 11   |
| 5.    | Peter Wright          | Schottland         | 2   | 1   | 0   | 1   | 0   | 0    | 2   | 1   | 2    | 1      | 0     | 0    | 0    | 0   | 0   | 0   | 10   |
| 6.    | Gary Anderson         | Schottland         | 2   | 1   | 0   | 1   | 2   | 0    | 0   | 1   | 1    | 0      | 0     | 1    | 0    | 0   | 0   | 0   | 9    |
| 6.    | Luke Humphries        | England            | 1   | 1   | 1   | 0   | 1   | 1    | 0   | 2   | 1    | 1      | 0     | 0    | 0    | 0   | 0   | 0   | 9    |
| 6.    | Gerwyn Price          | Wales              | 1   | 0   | 1   | 0   | 0   | 3    | 0   | 0   | 2    | 0      | 2     | 0    | 0    | 0   | 0   | 0   | 9    |
| 9.    | Adrian Lewis          | England            | 2   | 0   | 0   | 1   | 0   | 0    | 1   | 0   | 4    | 0      | 0     | 0    | 0    | 0   | 0   | 0   | 8    |
| 10.   | Jonny Clayton         | Wales              | 0   | 0   | 1   | 0   | 1   | 0    | 0   | 0   | 2    | 1      | 1     | 0    | 0    | 0   | 0   | 0   | 6    |
| 10.   | Luke Littler          | England            | 1   | 1   | 0   | 1   | 1   | 1    | 0   | 0   | 0    | 0      | 1     | 0    | 0    | 0   | 0   | 0   | 6    |
| 12.   | Rob Cross             | England            | 1   | 1   | 0   | 0   | 0   | 0    | 2   | 0   | 0    | 0      | 0     | 0    | 0    | 0   | 0   | 0   | 4    |
| 13.   | Daryl Gurney          | Nordirland         | 0   | 0   | 1   | 0   | 0   | 0    | 0   | 1   | 1    | 0      | 0     | 0    | 0    | 0   | 0   | 0   | 2    |
| 13.   | John Part             | Kanada             | 2   | 0   | 0   | 0   | 0   | 0    | 0   | 0   | 0    | 0      | 0     | 0    | 1    | 0   | 0   | 0   | 3    |
| 13.   | Michael Smith         | England            | 1   | 0   | 0   | 0   | 0   | 1    | 0   | 0   | 1    | 0      | 0     | 0    | 0    | 0   | 0   | 0   | 3    |
| 16.   | Nathan Aspinall       | England            | 0   | 1   | 0   | 1   | 0   | 0    | 0   | 0   | 0    | 0      | 0     | 0    | 0    | 0   | 0   | 0   | 2    |
| 16.   | Rod Harrington        | England            | 0   | 2   | 0   | 0   | 0   | 0    | 0   | 0   | 0    | 0      | 0     | 0    | 0    | 0   | 0   | 0   | 2    |
| 16.   | Colin Lloyd           | England            | 0   | 1   | 1   | 0   | 0   | 0    | 0   | 0   | 0    | 0      | 0     | 0    | 0    | 0   | 0   | 0   | 2    |
| 16.   | Robert Thornton       | Schottland         | 0   | 0   | 1   | 1   | 0   | 0    | 0   | 0   | 0    | 0      | 0     | 0    | 0    | 0   | 0   | 0   | 2    |
| 16.   | Dimitri Van den Bergh | Belgien            | 0   | 1   | 0   | 1   | 0   | 0    | 0   | 0   | 0    | 0      | 0     | 0    | 0    | 0   | 0   | 0   | 2    |
| 16.   | Simon Whitlock        | Australien         | 0   | 0   | 0   | 0   | 0   | 0    | 1   | 0   | 1    | 0      | 0     | 0    | 0    | 0   | 0   | 0   | 2    |
| 22.   | Stephen Bunting       | England            | 0   | 0   | 0   | 0   | 0   | 0    | 0   | 0   | 0    | 1      | 0     | 0    | 0    | 0   | 0   | 0   | 1    |
| 22.   | Larry Butler          | Vereinigte Staaten | 0   | 1   | 0   | 0   | 0   | 0    | 0   | 0   | 0    | 0      | 0     | 0    | 0    | 0   | 0   | 0   | 1    |
| 22.   | Joe Cullen            | England            | 0   | 0   | 0   | 0   | 0   | 0    | 0   | 0   | 0    | 1      | 0     | 0    | 0    | 0   | 0   | 0   | 1    |
| 22.   | Mike De Decker        | Belgien            | 0   | 0   | 1   | 0   | 0   | 0    | 0   | 0   | 0    | 0      | 0     | 0    | 0    | 0   | 0   | 0   | 1    |
| 22.   | José de Sousa         | Portugal           | 0   | 0   | 0   | 0   | 0   | 1    | 0   | 0   | 0    | 0      | 0     | 0    | 0    | 0   | 0   | 0   | 1    |
| 22.   | Chris Dobey           | England            | 0   | 0   | 0   | 0   | 0   | 0    | 0   | 0   | 0    | 1      | 0     | 0    | 0    | 0   | 0   | 0   | 1    |
| 22.   | Glen Durrant          | England            | 0   | 0   | 0   | 0   | 1   | 0    | 0   | 0   | 0    | 0      | 0     | 0    | 0    | 0   | 0   | 0   | 1    |
| 22.   | Ritchie Edhouse       | England            | 0   | 0   | 0   | 0   | 0   | 0    | 1   | 0   | 0    | 0      | 0     | 0    | 0    | 0   | 0   | 0   | 1    |
| 22.   | Peter Evison          | England            | 0   | 1   | 0   | 0   | 0   | 0    | 0   | 0   | 0    | 0      | 0     | 0    | 0    | 0   | 0   | 0   | 1    |
| 22.   | Andrew Gilding        | England            | 0   | 0   | 0   | 1   | 0   | 0    | 0   | 0   | 0    | 0      | 0     | 0    | 0    | 0   | 0   | 0   | 1    |
| 22.   | John Henderson        | Schottland         | 0   | 0   | 0   | 0   | 0   | 0    | 0   | 0   | 1    | 0      | 0     | 0    | 0    | 0   | 0   | 0   | 1    |
| 22.   | Damon Heta            | Australien         | 0   | 0   | 0   | 0   | 0   | 0    | 0   | 0   | 1    | 0      | 0     | 0    | 0    | 0   | 0   | 0   | 1    |
| 22.   | Peter Manley          | England            | 0   | 0   | 0   | 0   | 0   | 0    | 0   | 0   | 0    | 0      | 0     | 0    | 1    | 0   | 0   | 0   | 1    |
| 22.   | Paul Nicholson        | Australien         | 0   | 0   | 0   | 0   | 0   | 0    | 0   | 1   | 0    | 0      | 0     | 0    | 0    | 0   | 0   | 0   | 1    |
| 22.   | Danny Noppert         | Niederlande        | 0   | 0   | 0   | 1   | 0   | 0    | 0   | 0   | 0    | 0      | 0     | 0    | 0    | 0   | 0   | 0   | 1    |
| 22.   | Colin Osborne         | England            | 0   | 0   | 0   | 0   | 0   | 0    | 0   | 0   | 0    | 0      | 0     | 0    | 0    | 0   | 0   | 1   | 1    |
| 22.   | Kevin Painter         | England            | 0   | 0   | 0   | 0   | 0   | 0    | 0   | 1   | 0    | 0      | 0     | 0    | 0    | 0   | 0   | 0   | 1    |
| 22.   | Dennis Priestley      | England            | 1   | 0   | 0   | 0   | 0   | 0    | 0   | 0   | 0    | 0      | 0     | 0    | 0    | 0   | 0   | 0   | 1    |
| 22.   | Josh Rock             | Nordirland         | 0   | 0   | 0   | 0   | 0   | 0    | 0   | 0   | 1    | 0      | 0     | 0    | 0    | 0   | 0   | 0   | 1    |
| 22.   | Roland Scholten       | Niederlande        | 0   | 0   | 0   | 1   | 0   | 0    | 0   | 0   | 0    | 0      | 0     | 0    | 0    | 0   | 0   | 0   | 1    |
| 22.   | Ross Smith            | England            | 0   | 0   | 0   | 0   | 0   | 0    | 1   | 0   | 0    | 0      | 0     | 0    | 0    | 0   | 0   | 0   | 1    |
| 22.   | Co Stompé             | Niederlande        | 0   | 0   | 0   | 0   | 0   | 0    | 0   | 0   | 1    | 0      | 0     | 0    | 0    | 0   | 0   | 0   | 1    |
| 22.   | Mensur Suljović       | Österreich         | 0   | 0   | 0   | 0   | 0   | 0    | 0   | 0   | 0    | 0      | 0     | 1    | 0    | 0   | 0   | 0   | 1    |
| 22.   | Scott Waites          | England            | 0   | 0   | 0   | 0   | 0   | 1    | 0   | 0   | 0    | 0      | 0     | 0    | 0    | 0   | 0   | 0   | 1    |
| 22.   | Alan Warriner         | England            | 0   | 0   | 1   | 0   | 0   | 0    | 0   | 0   | 0    | 0      | 0     | 0    | 0    | 0   | 0   | 0   | 1    |

### Rangliste der Nationen
Diese Tabelle nennt die Anzahl der Major-Titel nach Nationen geordnet, wobei Siege im World Cup of Darts gesondert betrachtet werden.
- Platz: Gibt den Platz an, auf dem sich die Nation im Vergleich mit den anderen befindet, gewertet nach der Spalte Titel, WCoD doppelt gewertet.
- Nation: Nennt die Nationalität, unter der die Spieler bei ihren Siegen angetreten sind. Sie muss nicht zwingend mit der Staatsbürgerschaft übereinstimmen.
- Titel, WCoD doppelt gewertet: Nennt die Anzahl aller Titel, die Spieler aus der jeweiligen Nation gewinnen konnten. Ein gewonnener World Cup of Darts wird hier für eine Nation als zwei Titel gezählt, da er für jeden der beiden Spieler einen Major-Sieg darstellt. Nach dieser Spalte ist die Tabelle standardmäßig sortiert.
- Titel, WCoD einfach gewertet: Nennt ebenfalls die Anzahl aller Titel, die Spieler aus der Nation gewinnen konnten. Ein Sieg im World Cup of Darts wird hier aber für die Nation nur einfach gezählt.
- Sieger: Nennt die Anzahl unterschiedlicher Spieler aus der Nation, die Einzeltitel oder den World Cup gewinnen konnten.
- Siege WCoD (einfach gewertet): Nennt, wie oft die Nation den World Cup gewinnen konnte. Ein Sieg eines Teams wird dabei als ein Titel gezählt.
- Sieger-Teams WCoD: Nennt, wie viele verschiedene Teams aus der Nation den World Cup gewinnen konnten. Wenn nur ein Teampartner wechselt, wird dies bereits als neues Team betrachtet.
- Sieger WCoD: Nennt, wie viele verschiedene Spieler aus der Nation den World Cup gewinnen konnten, evtl. in verschiedenen Teams.
- Titel im Einzel: Nennt, wie viele Major-Titel von Spielern aus der Nation gewonnen wurden, wobei der World Cup nicht berücksichtigt wird.
- Sieger von Einzeltiteln: Nennt, wie viele verschiedene Spieler aus der Nation Major-Titel gewinnen konnten, wobei der World Cup nicht berücksichtigt wird.

| Platz | Nation             | Titel, WCoD doppelt gewertet | Titel, WCoD einfach gewertet | Sieger | Siege WCoD (einfach gewertet) | Sieger-Teams WCoD | Sieger WCoD | Titel im Einzel | Sieger von Einzeltiteln |
| ----- | ------------------ | ---------------------------- | ---------------------------- | ------ | ----------------------------- | ----------------- | ----------- | --------------- | ----------------------- |
| 1.    | England            | 145                          | 140                          | 24     | 5                             | 2                 | 4           | 135             | 24                      |
| 2.    | Niederlande        | 64                           | 60                           | 5      | 4                             | 2                 | 3 1         | 56              | 4                       |
| 3.    | Schottland         | 22                           | 20                           | 4      | 2                             | 2                 | 3 1         | 18              | 3                       |
| 4.    | Wales              | 15                           | 13                           | 2      | 2                             | 1                 | 2           | 11              | 2                       |
| 5.    | Australien         | 4                            | 3                            | 3      | 1                             | 1                 | 2 1         | 2               | 2                       |
| 5.    | Nordirland         | 4                            | 3                            | 2      | 1                             | 1                 | 2           | 2               | 1                       |
| 7.    | Kanada             | 3                            | 3                            | 1      | 0                             | 0                 | 0           | 3               | 1                       |
| 7.    | Belgien            | 3                            | 3                            | 2      | 0                             | 0                 | 0           | 3               | 2                       |
| 9.    | Österreich         | 1                            | 1                            | 1      | 0                             | 0                 | 0           | 1               | 1                       |
| 9.    | Portugal           | 1                            | 1                            | 1      | 0                             | 0                 | 0           | 1               | 1                       |
| 9.    | Vereinigte Staaten | 1                            | 1                            | 1      | 0                             | 0                 | 0           | 1               | 1                       |

### Rekorde
Zwischen Simon Whitlocks Sieg bei der European Darts Championship am 23. September 2012 und seinem Sieg beim World Cup of Darts am 19. Juni 2022 (mit Damon Heta) vergingen insgesamt 3556 Tage (9 Jahre, 8 Monate, 3 Wochen, 6 Tage), die insgesamt längste Zeitspanne, die ein Spieler benötigte, um erneut einen Major-Titel zu erringen.
Zwischen dem 7. Juli 2008 und dem 1. Februar 2009 gelangen Phil Taylor 8 Major-Titel in Folge. Erst bei der Premier League Darts 2009 konnte Taylors Siegesserie im Halbfinale von Mervyn King gestoppt werden. Auf dem zweiten Platz landet Michael van Gerwen mit 7 aufeinanderfolgenden Major-Titeln zwischen dem 8. Oktober 2016 und dem 29. Januar 2017. Da van Gerwen jedoch seine Teilnahme bei den UK Open 2017 aufgrund von Rückenproblemen absagen musste, konnte er Taylors Rekord nicht egalisieren. Die beiden darauf folgenden Major-Turniere gewann van Gerwen hingegen wieder. Er konnte also neun Majors, zu denen er angetreten war, in Folge gewinnen (das letzte war der World Cup mit Raymond van Barneveld).
Abgesehen von Phil Taylor, Michael van Gerwen und Luke Humphries gibt es keinen Spieler, der mehr als zwei Major-Titel in Folge gewinnen konnte. Zwei Titel infolge gewinnen konnten Raymond van Barneveld (3×), James Wade (3×), Peter Wright (3×), Gary Anderson (2×), Adrian Lewis und Gerwyn Price.
Im Jahr 2016 konnte Michael van Gerwen insgesamt 9 Major-Turniere für sich entscheiden, was ebenfalls einen Rekord darstellt. Nur bei 3 Turnieren hat er sich nicht zum Sieger küren können, kam jedoch abgesehen von der PDC World Darts Championship immer ins Finale.
Die Kalenderjahre 2021 und 2024 waren die bislang einzigen neben 1994 (dem Gründungsjahr der PDC), in denen weder Phil Taylor noch Michael van Gerwen ein Major-Turnier für sich entscheiden konnte.
Der jüngste Spieler, dem jemals der Gewinn eines Major-Turniers gelang, war Luke Littler im Alter von 17 Jahren mit dem Gewinn der Premier League Darts 2024.